# Stadtbücherei Münster
Die Stadtbücherei der Stadt Münster in Westfalen wurde 1906 gegründet. Heute unterhält sie neben der Hauptstelle fünf Zweigstellen und einen Bücherbus.

## Geschichte
1905 beschloss ein Komitee münsterscher Bürger und Vertreter der Stadt, eine öffentliche Bücher- und Lesehalle in Münster zu gründen. Am 18. April 1906 startete die Bücherei unter Leitung des Lesehallen- und des Borromäusvereins in der Martinischule mit einem Bestand von 4300 Büchern und über 60.000 Ausleihen im ersten Betriebsjahr. 1909 stellte die Stadt das Krameramtshaus als neue Räumlichkeiten für die Bücherei zur Verfügung. Zwischen 1923 und 1925 mussten diese Räumlichkeiten jedoch zu Gunsten der Reichsbank verlassen werden, der Betrieb wurde in diesen Jahren in der Servatii-Schule fortgeführt.

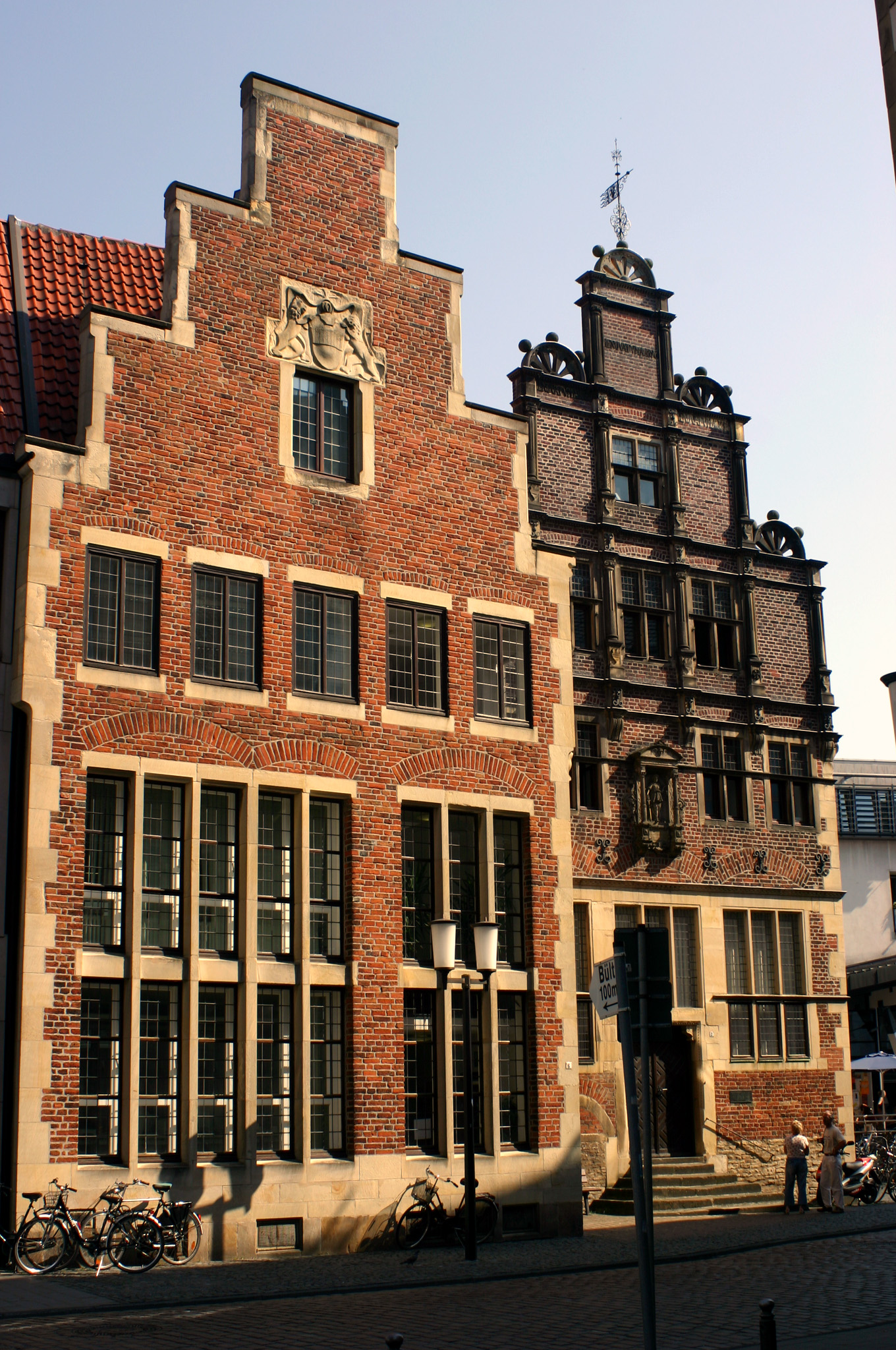
Standort der Stadtbücherei bis 1993, das Krameramtshaus (rechts im Bild)

Im April 1933 wurden die Bestände der Bücherei durch die Nationalsozialisten erstmals „gesäubert“, am 10. Mai fanden auf dem Domplatz erste Bücherverbrennungen statt. Zum 1. Januar 1934 wurde der durch den Borromäusverein betriebenen Bücherei die Nutzungsgenehmigung für das Krameramtshaus entzogen, der komplette Bestand wurde von der Lamberti-Pfarrbücherei übernommen. 1935 startete im Krameramtshaus dafür die Städtische Volksbücherei, die erstmals von der Stadt geleitet wurde. Im Herbst betrug der Bestand rund 12.000 Bücher und 3500 Leser. 1938 wurde die Volksbücherei in Stadtbücherei Münster umbenannt, Erweiterungsplanungen fielen jedoch den Kürzungen zu Gunsten des Zweiten Weltkriegs zum Opfer. Während des Krieges musste die Stadtbücherei immer wieder geschlossen werden, das Krameramtshaus blieb jedoch von direkten Bombentreffern verschont. Bereits 1944 wurden aber bis zu 10.000 Bücher nach Schloss Wöbbel ausgelagert, weitere 10.000 Bände in einem Keller eingelagert. Letzte gingen bei einem Bombentreffer verloren. Nach dem Krieg konnten bis zu 12.000 Bücher vor Regen und Schutt gerettet, aber nur teilweise gesäubert und getrocknet werden. Zur Wiedereröffnung 1946 besaß die Bücherei bis zu 5000 Bücher – noch einmal so viele wurden von der britischen Militärregierung auf Grund nationalsozialistischer Inhalte aus den Beständen genommen. In den nächsten beiden Jahren wurden die ausgelagerten Bücher zurückgeführt.
Zur Sanierung des Krameramtshauses zog die Stadtbücherei von 1949 bis 1951 in die Räumlichkeiten des ehemaligen Clemenshospitals. Mit Wiedereinzug führte die Stadtbücherei als erste öffentliche Bücherei Deutschlands die Freihandausleihe ein. 1958 überließ das Amerikahaus Essen Münster einen Bücherbus, der bereits 1960 durch einen neuen ersetzt wurde. Ab 1968 erfolgte eine bauliche Erweiterung des Krameramtshauses, um dem wachsenden Bestand Herr zu werden. Ab 1970 wurden auch andere Medien, zuerst Schallplatten, ab 1972 deutschlandweit erstmals Gesellschaftsspiele, aufgenommen. Außerdem wurde in Münster zu dieser Zeit das Konzept der dreigliedrigen Bibliothek entwickelt.

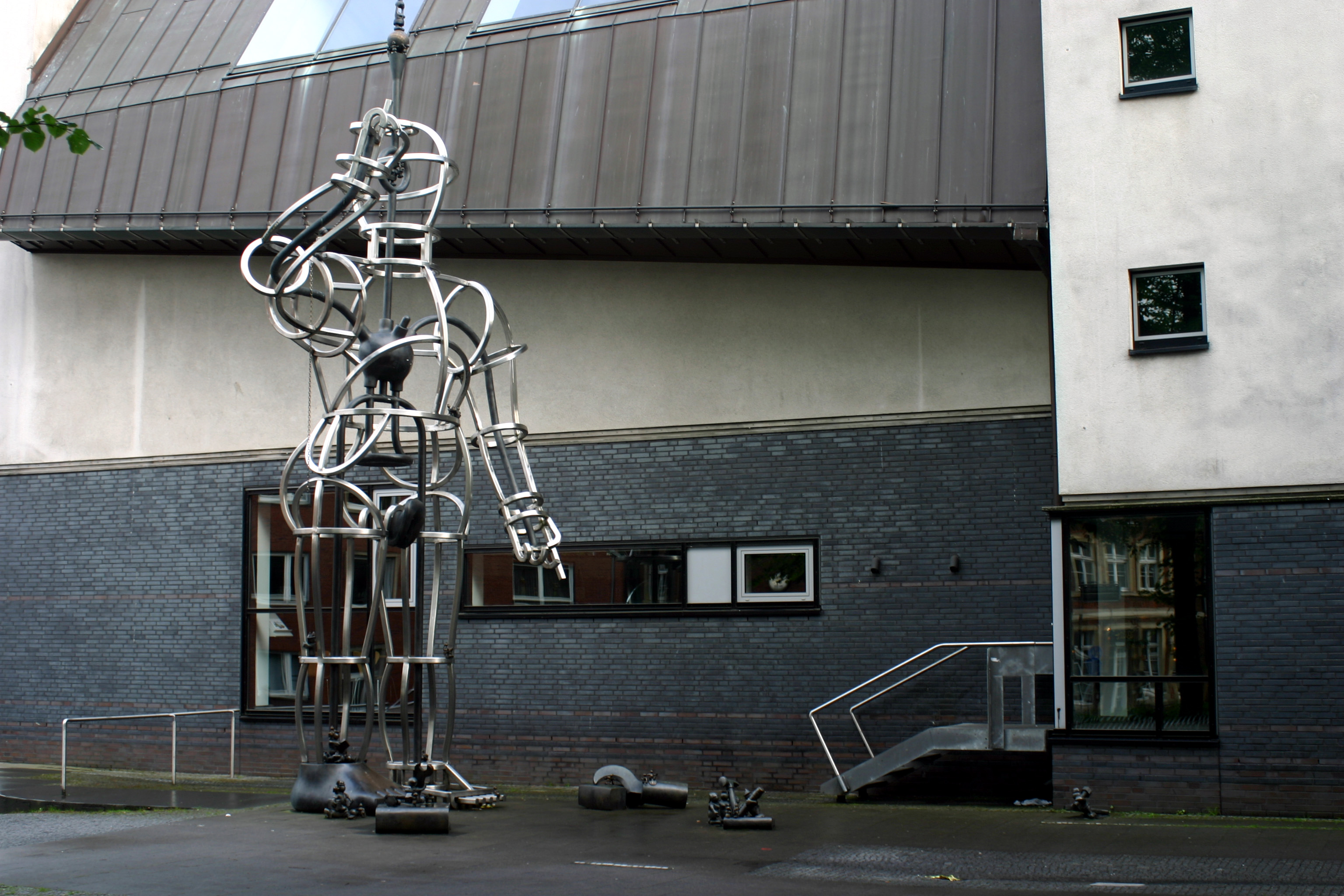
Die Skulptur Überfrau zwischen den Gebäudeteilen

1986 wurde ein Neubau beschlossen. Als Ort wurde das direkt ans Krameramtshaus anliegende Grundstück „Asche“ ausgewählt. Das Grundstück war eine der letzten Lücken, die die Bombenangriffe auf Münster in der Innenstadt hinterlassen hatte. 1987 wurde der Wettbewerbsbeitrag von Julia Bolles-Wilson und Peter Wilson des Büros Bolles+Wilson ausgewählt, 1990 der Bau genehmigt. 1993 zog die Stadtbücherei in das neue Gebäude um. Der Entwurf nahe dem historischen Stadtkern war in der Bürgerschaft von Beginn an umstritten. Das Gebäude ist zweigeteilt, das Haupthaus ist in Schiffsform gebaut, ein zweiter Teil ist nur im Keller und über eine Brücke damit verbunden. Zwischen den beiden Teilen verläuft die „Bibliotheksgasse“, die eine Sichtlinie auf die Lambertikirche bildet. In dieser Gasse steht eine Skulptur von Tom Otterness. Die Überfrau ist eine acht Meter hohe menschliche, aus Edelstahldrähten geformte Skulptur, zu deren Füßen kleine Bronzefiguren stehen.
Seit August 2012 sind wesentliche Teilbereiche im Innenraum des knapp 20 Jahre alten Gebäudes akut von herabfallendem Putz bedroht. Weitreichende Schutzmaßnahmen in Form von Auffangnetzen mussten installiert werden, damit den Besuchern der Bibliothek nicht der Putz auf den Kopf fällt. Über die Ursachen rätseln die Experten noch, offenbar vertragen sich der seinerzeit auf den Beton aufgetragene Haftgrund nicht mit dem Putz und/oder Beton, sodass sich Essigsäure gebildet hat, die jetzt dafür sorgt, dass sich der Putz großflächig vom Untergrund löst.
Seit 2007 wird die Bücherei von einem Freundeskreis unterstützt. 2008 wird der gesamte Bestand mit RFID-Tags versehen, wodurch die Ausleihe und Rückgabe beschleunigt werden soll.

## Bestand
In der Hauptstelle stehen 260.000 Medien bereit, davon 220.000 Bücher, zusammen mit den Zweigstellen kommt die Stadtbücherei auf einen Medienbestand von 320.000. 2007 wurden 1,9 Millionen Ausleihen getätigt, 40.000 Münsteraner liehen Medien in der Bücherei. Der Gesamtetat lag bei fast vier Millionen Euro.

## Zweigstellen
| Ort          | Eröffnung | Medienbestand | Bemerkung                              |
| ------------ | --------- | ------------- | -------------------------------------- |
| Uppenberg    | 1938      |               | Nach dem Zweiten Weltkrieg geschlossen |
| Kinderhaus   | 1939      | 13.000        | 1983 neu eröffnet                      |
| Bücherbus    | 1958      | 14.000        |                                        |
| Coerde       | 1967      | 13.000        | 1986 umgezogen                         |
| Aaseestadt   | 1967      | 12.000        | 1998 umgezogen                         |
| Hansaviertel | 1975      | 12.000        |                                        |
| Gievenbeck   | 2001      | 14.000        | 2003 umgezogen                         |

## Kooperationspartner
Die Kooperation mit der Bücherei St. Michael in Gievenbeck hat zweigstellenähnlichen Charakter. Es gibt eine sehr enge Zusammenarbeit.
Die Kooperation mit der Stadtteilbücherei Hiltrup in Trägerschaft der Kirchengemeinde St. Clemens besteht bezüglich der Ausleihgebühren. Diese wird in beiden Büchereien gegenseitig anerkannt. Des Weiteren erhält die Stadtteilbücherei jährlich städtische Zuschüsse für den Medienetat.
Die Kooperation mit dem Bibliobus, einem Bücherbus des Düsseldorfer Institut français, besteht in der Rückgabemöglichkeit von dort entliehenen Büchern bei der Stadtbücherei Münster.